# Charmosyna
Charmosyna – rodzaj ptaków z podrodziny dam (Loriinae) w obrębie rodziny papug wschodnich (Psittaculidae).

## Zasięg występowania
Rodzaj obejmuje gatunki występujące na Nowej Gwinei.

## Morfologia
Długość ciała 18–41 cm; masa ciała 74–113 g.

## Systematyka
Rodzaj zdefiniował w 1832 roku niemiecki przyrodnik Johann Georg Wagler w artykule poświęconym monografii papug opublikowanym w czasopiśmie Abhandlungen der Mathematisch-Physikalischen Klasse der Königlich Bayerischen Akademie der Wissenschaften. Gatunkiem typowym jest (oznaczenie monotypowe) lorika długosterna (Ch. papou).

### Etymologia
- Charmosyna: gr. χαρμοσυνος kharmosunos ‘zadowolony, radosny, uroczysty’, od χαρμα kharma, χαρματος kharmatos ‘radość, rozkosz’, od χαιρω khairō ‘radować się’; συν sun ‘razem’[4].
- Pyrrhodes: gr. πυρρωδης purrhōdēs ‘ognisty, czerwony’, od πυρρος purrhos ‘koloru płomienia’, od πυρ pur, πυρος puros ‘ogień’; -οιδης -oidēs ‘przypominający’[5]. Gatunek typowy (oznaczenie monotypowe): Psittacus papou Scopoli, 1786.

### Podział systematyczny
Do rodzaju należą następujące gatunki:
- Charmosyna multistriata (Rothschild, 1911) – lorika kreskowana
- Charmosyna josefinae (Finsch, 1873) – lorika ostrosterna
- Charmosyna papou (Scopoli, 1786) – lorika długosterna
- Charmosyna stellae A.B. Meyer, 1886 – lorika złotosterna